# Sor Citroën
Sor Citroën es una película española dirigida por Pedro Lazaga e interpretada por Gracita Morales y Rafaela Aparicio como protagonistas. El título de la película hace referencia al apodo de la protagonista.
La película se estrenó el 5 de diciembre de 1967 y durante su proyección en los cines tuvo cerca de dos millones de espectadores y casi 200.000 euros de recaudación.

## Argumento
Una comunidad de monjas que dirige un orfanato de niñas decide modernizarse. Para ello compran un Citroën 2CV. Se decide que la hermana Tomasa, recién llegada, sea la que aprenda a conducir. En un principio no se le da muy bien, poniendo en peligro en varias ocasiones el tráfico. Cuando finalmente aprueba el carné de conducir, por miedo del examinador a volver a montarse con ella, junto a la hermana Rafaela se dedica a ir con el coche por las calles de Madrid pidiendo caridad para el orfanato.
La hermana Tomasa es impulsiva y extrovertida y rompe con frecuencia las normas de la comunidad para solucionar los problemas, lo que la hace objeto de las reprimendas de la madre superiora. De entre los huérfanos le toma especial cariño a una pareja de hermanitos, Luisi y Nando, que han de permanecer separados porque la institución solo admite niñas. Todos los fines de semana la hermana Tomasa lleva a Luisi en el coche al asilo de los niños para que visite a su hermanito. Pero esto no es suficiente para el pequeño Nando, que se escapa. Sor Tomasa y Luisi salen esa misma noche a buscarlo con el coche, y cuando lo encuentran en lugar de devolverlo al asilo los lleva con el padre de la religiosa para que estén juntos. Esta decisión provocará que la hermana Tomasa sea sancionada con el traslado a otro convento, quedándose a cargo del coche la hermana Rafaela.

## Reparto[4]
- Gracita Morales - hermana Tomasa (sor Citroën)
- Mari Carmen Prendes - madre superiora
- Rafaela Aparicio - hermana Rafaela
- Juanjo Menéndez - padre Jerónimo
- Rafael Alonso - examinador de tráfico
- José Luis López Vázquez - el Cuchillas
- Luis Sánchez Polack - guardia urbano
- Andrés Mejuto - padre de sor Citroën
- Antonio Ferrandis - don Paco, el comisario
- Ana Isabel Joglar - la niña Luisi
- Javier Antonio García - el niño Nando
- Carmen Sánchez - monja del convento
- Beni Deus - guardia de la grúa
- José Sacristán - vendedor de globos
- Jesús Guzmán - vendedor de helados
- Pedro Porcel - vendedor de melones
- Margot Cottens - la Trini
- Alfonso del Real - don Santiago, el pescadero
- Venancio Muro - Martínez, empleado de la gasolinera
- Saturno Cerra - agente Peña
- José Sepúlveda - don Felipe, dueño de la gasolinera
- José Orjas - sacerdote confesor
- Paco Camoiras - obrero Linares
- Carlos Mendy - cirujano

## Censura
Pese a que es una comedia bastante blanca, al igual que otras tantas películas de la época, pasó por las manos de la censura. En este caso se censuró una escena donde se observaba a las monjas tomando sopa en el refectorio mientras otra de ellas les recitaba el código de circulación, en lugar de las lecturas religiosas que suelen leerse en los conventos en las comidas.